# Камояпітек
Камояпітек (лат. Kamoyapithecus) — рід вимерлих олігоценових антропоморфних приматів, вперше виявлений у 1948 році в північній Кенії.

## Характеристика
Камояпітек жив в Африці в другій половині олігоценової епохи, приблизно 24,2-27,5 мільйона років тому. У 1980 році його рештки віднесли до роду проконсул, але 1995 року Мів Лікі зі співавторами виділила їх у новий рід Kamoyapithecus, на честь всесвітньо відомого збирача скам'янілостей з команди Лікі — Камоя Кіме. Рід представлений тільки одним видом K. hamiltoni. Камояпітек відомий виключно за знахідками зубів і щелеп (найвідоміший екземпляр — фрагмент верхньої щелепи KNM-LS 7). Порівняння зубів і щелеп камояпітека показало його подібність з афропітеком, проконсулом і моротопітеком. Однак фрагментарність знахідок поки що ускладнює розв'язання питання про те, чи був камояпітек одним із предків людини.